# Tourbières de Lokolama
Les tourbières de Lokolama désignent le plus grand ensemble de tourbières du monde situé à proximité du village de Lokolama à 55 km de Mbandaka en République démocratique du Congo,.

## Présentation
Ces tourbières s'étendent sur environ 145 500 km2 dans le bassin du fleuve Congo. Les chercheurs Simon Lewis et Greta Dargie estiment que la zone est capable de stocker 30 milliards de tonnes de carbone soit l'équivalent de trois années d'émissions carbonées au niveau mondial.
L'association Greenpeace fait de ce lieu le symbole de la nécessité de la protection de la forêt équatoriale en Afrique qui agit en véritable régulateur climatique par sa capacité à capter les émissions carbonées,,.